# 张彦 (1969年)
张彦（1969年11月—），男，黑龙江肇州人，中华人民共和国政治人物，曾任厦门大学党委书记。现任中共福建省委常委、宣传部部长。

## 简历
2000年，任北京大学团委书记，2001年任北京大学党委办公室校长办公室主任，2003年任北京大学党委副书记。2010年，任北京大学党委副书记、副校长；2011年5月任北京大学党委常务副书记、副校长。
2014年11月，任厦门大学党委书记。
2021年10月31日，任中共福建省委常委。11月，任省委宣传部部长。